# دریاچه بلویه (استان نیژنی نووگورود)
دریاچه بلویه (انگلیسی: Lake Beloye) یک دریاچه در استان نیژنی نووگورود کشور روسیه است.